# Championnats du monde d'athlétisme en salle 1999
Navigation
- 1985
- 1987
- 1989
- 1991
- 1993
- 1995
- 1997
- 1999
- 2001
- 2003
- 2004
- 2006
- 2008
- 2010
- 2012
- 2014
- 2016
- 2018
- 2022
- 2024
- 2025

Les 7es Championnats du monde d'athlétisme en salle se sont tenus du 5 au 7 mars 1999 au Green Dome de Maebashi, au Japon. 487 athlètes issus de 115 nations ont pris part aux 28 épreuves du programme. Pour la première fois, un Championnat du monde d'athlétisme en salle est organisé en dehors de l'Europe et de l'Amérique du Nord.

## Résultats

### Hommes
| Épreuves         | Or | Argent                                                                              | Bronze                                                                                               |
| 60 m             | Maurice Greene 6 s 42 (CR)                                                                              | Tim Harden 6 s 43                                                                   | Jason Gardener 6 s 46                                                                                |
| 200 m            | Frankie Fredericks 20 s 10 (CR)                                                                         | Obadele Thompson 20 s 26                                                            | Kevin Little 20 s 48                                                                                 |
| 400 m            | Jamie Baulch 45 s 73                                                                                    | Milton Campbell 45 s 99                                                             | Alejandro Cárdenas 46 s 02 (NR)                                                                      |
| 800 m            | Johan Botha 1 min 45 s 47                                                                               | Wilson Kipketer 1 min 45 s 49                                                       | Nico Motchebon 1 min 45 s 74                                                                         |
| 1 500 m          | Haile Gebrselassie 3 min 33 s 77 (CR)                                                                   | Laban Rotich 3 min 33 s 98                                                          | Andrés Díaz 3 min 34 s 46                                                                            |
| 3 000 m          | Haile Gebrselassie 7 min 53 s 57                                                                        | Paul Bitok 7 min 53 s 79                                                            | Millon Wolde 7 min 53 s 85                                                                           |
| 60 m haies       | Colin Jackson 7 s 38 (CR)                                                                               | Reggie Torian 7 s 40                                                                | Falk Balzer 7 s 44                                                                                   |
| Relais 4 × 400 m | États-Unis Andre Morris Dameon Johnson Deon Minor Milton Campbell Khadevis Robinson* 3 min 02 s 83 (WR) | Pologne Piotr Haczek Jacek Bocian Piotr Rysiukiewicz Robert Mackowiak 3 min 03 s 01 | Royaume-Uni Allyn Condon Solomon Wariso Adrian Patrick Jamie Baulch Sean Baldock* 3 min 03 s 20 (NR) |
| Saut en hauteur  | Javier Sotomayor 2,36 m (WL)                                                                            | Vyacheslav Voronin 2,36 m (WL)                                                      | Charles Austin 2,33 m (SB)                                                                           |
| Saut à la perche | Jean Galfione 6,00 m (CR)                                                                               | Jeff Hartwig 5,95 m (AR)                                                            | Danny Ecker 5,85 m                                                                                   |
| Saut en longueur | Iván Pedroso 8,62 m (CR)                                                                                | Yago Lamela 8,56 m (AR)                                                             | Erick Walder 8,30 m                                                                                  |
| Triple saut      | Charles Friedek 17,18 m (PB)                                                                            | LaMark Carter 16,98 m (SB)                                                          | Zsolt Czingler 16,98 m                                                                               |
| Lancer du poids  | Aleksandr Bagach 21,41 m                                                                                | John Godina 21,06 m (SB)                                                            | Yuriy Bilonog 20,89 m (SB)                                                                           |
| Heptathlon       | Sebastian Chmara 6 386 pts (WL)                                                                         | Erki Nool 6 374 pts (NR)                                                            | Roman Šebrle 6 319 pts (NR)                                                                          |

### Femmes
| Épreuves         | Or                                                                                                | Argent                                                                          | Bronze                                                                                   |
| 60 m             | Ekaterini Thanou 6 s 96                                                                           | Gail Devers 7 s 02                                                              | Philomena Mensah 7 s 07                                                                  |
| 200 m            | Ionela Târlea 22 s 39                                                                             | Svetlana Goncharenko 22 s 69                                                    | Pauline Davis 22 s 70                                                                    |
| 400 m            | Grit Breuer 50 s 80                                                                               | Falilat Ogunkoya 51 s 25                                                        | Jearl Miles 51 s 45                                                                      |
| 800 m            | Ludmila Formanová 1 min 56 s 90 (CR)                                                              | Maria Mutola 1 min 57 s 17                                                      | Natalya Tsyganova 1 min 57 s 47 (NR)                                                     |
| 1 500 m          | Gabriela Szabo 4 min 03 s 23 (CR)                                                                 | Violeta Beclea 4 min 03 s 53                                                    | Lidia Chojecka 4 min 05 s 86 (NR)                                                        |
| 3 000 m          | Gabriela Szabo 8 min 36 s 42                                                                      | Zahra Ouaziz 8 min 38 s 43                                                      | Regina Jacobs 8 min 39 s 14                                                              |
| 60 m haies       | Olga Shishigina 7 s 86                                                                            | Glory Alozie 7 s 87                                                             | Keturah Anderson 7 s 90                                                                  |
| Relais 4 × 400 m | Russie Tatyana Chebykina Svetlana Goncharenko Olga Kotlyarova Natalya Nazarova 3 min 24 s 25 (WR) | Australie Susan Andrews Tania Van Heer Tamsyn Lewis Cathy Freeman 3 min 26 s 87 | États-Unis Monique Hennagan Michelle Collins Zundra Feagin Shanelle Porter 3 min 27 s 59 |
| Saut en hauteur  | Khristina Kalcheva 1,99 m (PB)                                                                    | Zuzana Hlavoňová 1,96 m                                                         | Tisha Waller 1,96 m (SB)                                                                 |
| Saut à la perche | Nastja Ryjikh 4,50 m (CR)                                                                         | Vala Flosadóttir 4,45 m (NR)                                                    | Nicole Rieger 4,35 m                                                                     |
| Saut à la perche | Nastja Ryjikh 4,50 m (CR)                                                                         | Vala Flosadóttir 4,45 m (NR)                                                    | Zsuzsa Szabo 4,35 m                                                                      |
| Saut en longueur | Tatyana Kotova 6,86 m (PB)                                                                        | Shana Williams 6,82 m (PB)                                                      | Iva Prandzheva 6,78 m                                                                    |
| Triple saut      | Ashia Hansen 15,02 m (WL)                                                                         | Iva Prandzheva 14,94 m (NR)                                                     | Šárka Kašpárková 14,87 m (NR)                                                            |
| Lancer du poids  | Svetlana Krivelyova 19,08 m                                                                       | Krystyna Danilczyk 19,00 m                                                      | Teri Steer 18,86 m                                                                       |
| Pentathlon       | Le Shundra Nathan 4 753 pts (WL)                                                                  | Irina Belova 4 691 pts                                                          | Urszula Włodarczyk 4 596 pts                                                             |

## Tableau des médailles
| Rang | Nation         | Or | Argent | Bronze | Total |
| ---- | -------------- | -- | ------ | ------ | ----- |
| 1    | États-Unis     | 3  | 8      | 9      | 20    |
| 2    | Russie         | 3  | 3      | 1      | 7     |
| 3    | Roumanie       | 3  | 1      | 0      | 4     |
| 4    | Allemagne      | 3  | 0      | 4      | 6     |
| 5    | Royaume-Uni    | 3  | 0      | 2      | 5     |
| 6    | Éthiopie       | 2  | 0      | 1      | 3     |
| 7    | Cuba           | 2  | 0      | 0      | 2     |
| 8    | Pologne        | 1  | 2      | 2      | 5     |
| 9    | Tchéquie       | 1  | 1      | 2      | 4     |
| 10   | Bulgarie       | 1  | 1      | 1      | 3     |
| 11   | Ukraine        | 1  | 0      | 1      | 2     |
| 12   | France         | 1  | 0      | 0      | 1     |
| 12   | Grèce          | 1  | 0      | 0      | 1     |
| 12   | Kazakhstan     | 1  | 0      | 0      | 1     |
| 12   | Namibie        | 1  | 0      | 0      | 1     |
| 12   | Afrique du Sud | 1  | 0      | 0      | 1     |
| 17   | Kenya          | 0  | 2      | 0      | 2     |
| 17   | Nigeria        | 0  | 2      | 0      | 2     |
| 19   | Espagne        | 0  | 1      | 1      | 2     |
| 20   | Australie      | 0  | 1      | 0      | 1     |
| 20   | Barbade        | 0  | 1      | 0      | 1     |
| 20   | Danemark       | 0  | 1      | 0      | 1     |
| 20   | Estonie        | 0  | 1      | 0      | 1     |
| 20   | Islande        | 0  | 1      | 0      | 1     |
| 20   | Maroc          | 0  | 1      | 0      | 1     |
| 20   | Mozambique     | 0  | 1      | 0      | 1     |
| 27   | Hongrie        | 0  | 0      | 2      | 2     |
| 28   | Bahamas        | 0  | 0      | 1      | 1     |
| 28   | Canada         | 0  | 0      | 2      | 2     |
| 28   | Mexique        | 0  | 0      | 1      | 1     |